# Джеймс Макґілл
Джеймс Макґілл (6 жовтня 1744 в Ґлазґо, Шотландія — 19 грудня 1813, Монреаль) — шотландський канадський купець, офіцер і філантроп. На його честь названий Університет Макґілла в Монреалі, кошти на заснування якого він передбачив у своєму заповіті.

## Біографія
Макґілл був сином багатого шотландського торговця і здобув освіту в університеті Ґлазґо. До 1766 року він емігрував до Квебеку і почав займатися хутром. Він заснував компанію James McGill & Co., яка торгувала в районі форту Мічілімакінак між озерами Гурон та Мічиган. У 1773 році він взяв участь у торговій експедиції на захід від Ґранд-Портеджа з Ісааком Тоддом, через три роки він оформив це партнерство під назвою компанії Todd & McGill. Зосередившись більше на південно-західній течії річки Міссісіпі, він незабаром залишив Північно-Західну компанію в 1779 році.
У 1775 році Макґілл входив до комітету, який домовлявся про умови капітуляції Монреаля під час невдалого вторгнення американської Континентальної армії до Канади. Він не довіряв революціонерам, і його будинок був місцем зустрічі лоялістів. У 1776 році він одружився з овдовілою Шарлоттою Тротьє Дерів'єр. Того ж року він був призначений мировим суддею і за посадою йому доручили управління містом (Монреаль не мав обраних мерів до 1833 року). Серед іншого, він керував знесенням міських мурів Монреаля з 1802 року.
Макґілла обрали до нижнього канадського парламенту в 1792 році. Він також брав активну участь у місцевій міліції і взяв на себе командування нею в 1810 році. У боях Британсько-американської війни, що спалахнула в 1812 році, він участі не брав. Торговець хутром, рабовласник і спекулянт нерухомістю, Макґілл вважався найбагатшою людиною Монреаля. Він залишився бездітним і заповів свої статки «Королівській установі для вдосконалення навчання» з умовою, що ці гроші будуть використані протягом десяти років на заснування університету його імені. Його маєток Бернсайд-Плейс мав бути інтегрований у кампус. Університет Макґілла був остаточно заснований у 1821 році після тривалих судових баталій. Частину статків він заповів своєму племіннику Пітеру Макґіллу.

## Вебпосилання
- McGILL, JAMES//Dictionary of Canadian Biography/Volume V (1801—1820) [Архівовано 7 квітня 2022 у Wayback Machine.](англ.)
- Ким був Джеймс Макґілл? [Архівовано 28 вересня 2011 у Wayback Machine.] (Університет Макґілла)(англ.)
- Заповіт Макґілла [Архівовано 30 червня 2017 у Wayback Machine.](англ.)